# Friedrich Bonte
Friedrich Bonte (* 19. Oktober 1896 in Potsdam; † 10. April 1940 bei Narvik, Norwegen) war ein deutscher Marineoffizier (zuletzt ab 1940 im Rang eines Kommodore).

## Laufbahn
Bonte trat am 1. April 1914 als Seekadett in die Kaiserliche Marine ein. Am 13. Juli 1916 wurde er zum Leutnant zur See befördert.
Nach dem Ende des Ersten Weltkriegs wurde er entlassen und trat daraufhin im Februar 1919 in das Freikorps Marine-Brigade Ehrhardt, die so genannte 2. Marine-Brigade. Nach der Auflösung der Brigade im April 1920 wurde Bonte in die Reichsmarine übernommen.
Dort wurde er am 28. September 1920 zum Oberleutnant zur See, am 1. April 1926 zum Kapitänleutnant, am 1. September 1933 zum Korvettenkapitän und am 1. April 1937 zum Fregattenkapitän befördert. Am 1. November 1938 wurde Bonte Chef der 2. Zerstörerflottille, die er bis zum 23. Oktober 1939 und somit auch zu Beginn des Zweiten Weltkrieges führte. Am 1. April 1939 erfolgte die Beförderung zum Kapitän zur See.
Am 24. Oktober 1939 wurde Bonte zum „Führer der Torpedoboote“ der Kriegsmarine ernannt. Am 26. Oktober 1939 wurde er „Führer der Zerstörer“, gab dagegen die Führung der Torpedoboote drei Tage später ab. Am 10. Februar 1940 wurde Bonte zum Kommodore befördert. Rudolf Petersen war kurz vor Kriegsende zum Kommodore ernannt worden und blieb, wie Bonte, in diesem Dienstgrad. Damit waren diese beiden Seeoffiziere die einzigen, welche im Zweiten Weltkrieg im Dienstgrad des Kommodores blieben, ohne die Beförderung zum Konteradmiral zu erhalten.

## April 1940: Narvik
Bonte leitete am 9. April 1940 im Rahmen der Operation Weserübung die „Kriegsschiffgruppe 1“ während des Angriffs der deutschen Kriegsmarine auf den norwegischen Hafen Narvik. Narvik wurde im Zuge des Angriffs von deutschen Gebirgstruppen unter Generalmajor Eduard Dietl besetzt, die von den Zerstörern Bontes nach Narvik transportiert worden waren. Am Morgen des 10. April wurde der von Bonte geführte Verband im Hafen von Narvik von britischen Zerstörern unter Captain Bernard Warburton-Lee angegriffen. Bei dem sich entwickelnden Kampf wurde sein Flaggschiff, der Zerstörer Wilhelm Heidkamp, von einem Torpedo getroffen und explodierte. Dabei kam Bonte zu Tode. Der Verlust der zehn von Bonte geführten Zerstörer der Narvik-Gruppe bereits in dieser frühen Kriegsphase hatte erhebliche Auswirkungen auf den Fortgang der deutschen Unternehmungen zur See, da mit ihnen die Hälfte aller einsatzbereiten Zerstörer verloren gegangen war; eine Zahl, die nie mehr voll ausgeglichen werden konnte. Insbesondere die Sicherungs- und Minenoperationen in der Nordsee mussten in der Folge erheblich eingeschränkt werden.

## Auszeichnungen
- Eisernes Kreuz (1914) II. und I. Klasse
- Wehrmacht-Dienstauszeichnung IV. bis I. Klasse
- Spange zum Eisernen Kreuz II. und I. Klasse
- Zerstörer-Kriegsabzeichen
- Narvikschild
- Ritterkreuz des Eisernen Kreuzes am 17. Oktober 1940 (posthum)
- Nennung im Wehrmachtbericht am 14. April 1940 und 17. April 1940

Nach seinem Tod kam es noch zu weiteren Ehrungen. So wurde in Magdeburg in der Zeit des Nationalsozialismus zeitweise eine Straße nach ihm benannt, die Kommodore-Bonte-Straße.
Eine Straße gleichen Namens besteht noch heute in der friesländischen Stadt Varel und in Wilhelmshaven, wo es auch noch einen Bontekai als Straßennamen gibt.
Nach Bonte wurde am 5. Juni 1940 in Wilhelmshaven auch die Kommodore-Bonte-Brücke aus der Gazellebrücke umbenannt. Ebenso wurde ein Heim für die Besatzungen der dort liegenden Zerstörer ab diesem Tag Bonte-Heim benannt.
In Flensburg-Mürwik wurde ein Kasernenblock des ehemaligen Marinestützpunktes nach Bonte benannt. Die Bonte-Kaserne liegt am südlichen Ende des Geländes, das heute zu Sonwik gehört.